# Fritz Grünbaum
Fritz Grünbaum (7 de abril de 1880 – 14 de enero de 1941) fue un artista de cabaret, libretista de operetas y escritor de canciones, director, actor y maestro de ceremonias de nacionalidad austriaca.

## Biografía
Nacido en Brno, en aquel entonces bajo dominio austrohúngaro (actual República Checa), su verdadero nombre era Franz Friedrich Grünbaum. En su infancia y adolescencia vivió en Brno con su familia, de origen judío, dedicada al comercio de obras de arte. A los 18 años de edad estudió en la facultad de derecho de Viena, consiguiendo el doctorado, aunque cada vez más empezó a interesarse por la literatura. Tras sus estudios empezó a trabajar como maestro de ceremonias en el Cabaret de Viena Die Hoelle, donde hizo su primera actuación en la opereta "Phryne" en 1906. A partir de 1903 compuso sus primeros libretos colaborando, entre otros, con Robert Bodanzky, y participando como actor en papeles menores de muchas obras teatrales y revistas representadas en Viena.
Hasta el comienzo de la Primera Guerra Mundial (en la que se alistó voluntario en 1915) viajó en repetidas ocasiones a Berlín – la primera vez en 1907 para actuar en "Chat Noir" –, trabajando como maestro de ceremonias en teatros de Rudolf Nelson.
En 1910 Grünbaum se batió en duelo, resultando herido, con un funcionario imperial que al que había abofeteado previamente, pues el primero, en el restaurante  "Hölle", proclamó un eslogan antisemítico.
En 1914 Grünbaum actuó por vez primera en Simpl, el legendario cabaret de Viena, donde trabajó muchas veces a partir de entonces. Junto con Karl Farkas desarrolló en 1922 la "Doppelconférence", presentada en el "Budapester Orpheum" de Viena.
Grünbaum, motivado por el frenesí de la Primera Guerra Mundial, se alistó voluntariamente, y en la primavera de 1916 luchó en el frente italiano, aunque volvió desencantado con la experiencia, viéndose atraído a partir de entonces por las ideas pacifistas.
Fritz Grünbaum se casó en tres ocasiones. Su primera mujer fue Carli Nagelmüller (1908–1914), la segunda Mizzi Dressl, una colega de profesión, y la tercera, con la que se casó en 1919, fue Lilli Herzl, con la que permaneció unido hasta el momento en que ella fue deportada a Minsk.

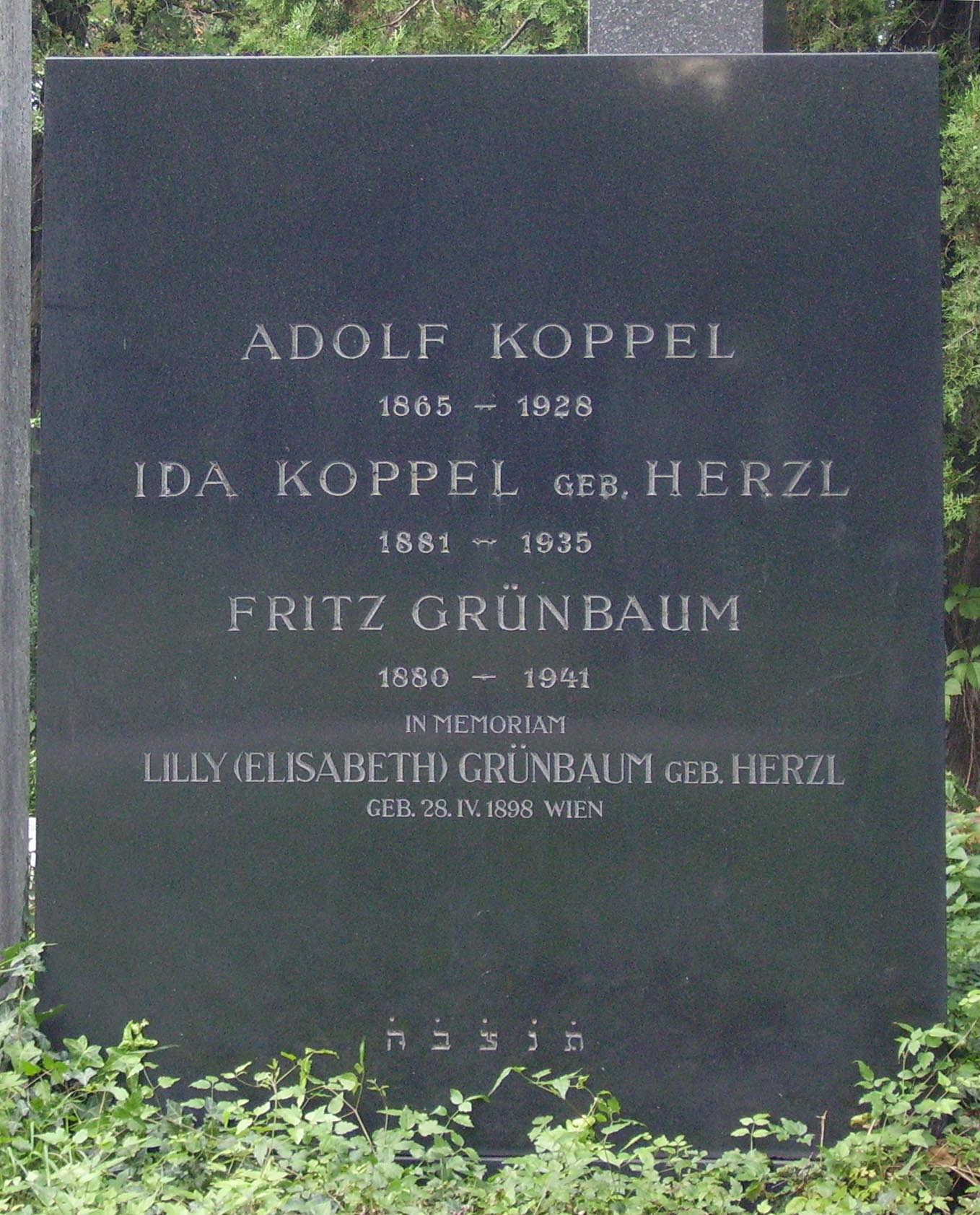
Tumba de Grünbaum en Viena

A partir de 1926 Grünbaum trabajó en el Bürgertheater de Viena, aunque sus actividades continuaron a caballo entre dicha ciudad y Berlín. Así, en Berlín actuó en el cine y escribió canciones ligeras y guiones, y en Viena actuó en diferentes cabarets. 
En 1933, los textos que Grünbaum escribía para sus obras en Viena, se hicieron cada vez más políticos y más antifascistas. 

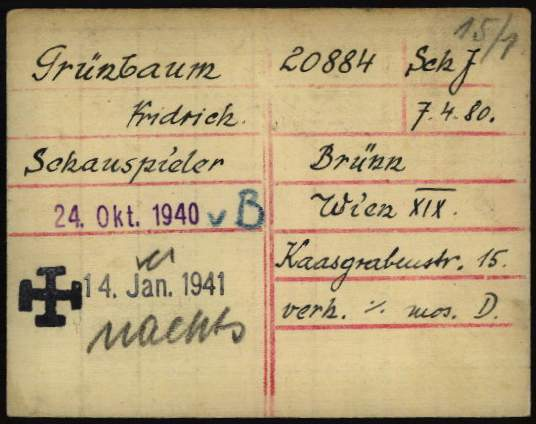
Registro de Fritz Grünbaum como prisionero en el campo de concentración de Dachau

El 10 de marzo de 1938, el día en que las tropas alemanas entraron en Austria, Grünbaum trabajaba por última vez, junto a Karl Farkas, en el cabaret Simplicissimus. Tras ello, recibieron la prohibición de actuar. Al día siguiente intentó huir a Checoslovaquia, pero él y su esposa fueron devueltos a la frontera. Durante un tiempo vivió oculto en Viena, pero fue traicionado y llevado al campo de concentración de Dachau. Más adelante le trasladaron a Buchenwald, y después nuevamente a Dachau. Falleció en Dachau el 14 de enero de 1941 después de haber actuado por una última vez para los demás prisioneros en Nochevieja. Sus restos se encuentran enterrados en el cementerio central de Viena. 
A Grünbaum se le concedió una estrella en el Paseo de la Fama del cabaret.

## Colección de arte de Fritz Grünbaum

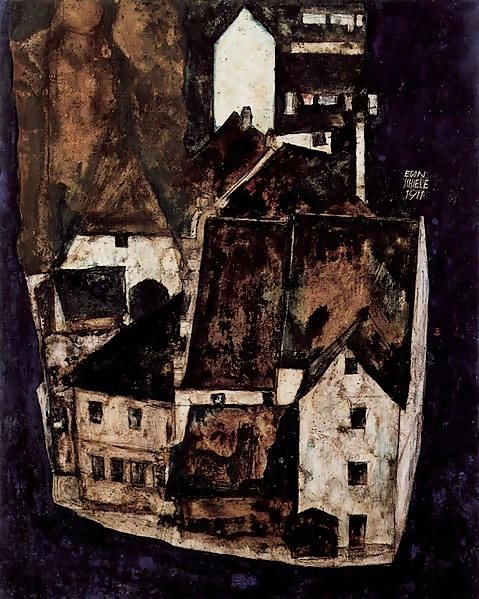
Egon Schiele: Tote Stadt III 1911, antigua Colección Grünbaum, hoy Museo Leopold de Viena

A lo largo de su vida, Fritz Grünbaum fue un conocido coleccionista de arte, especialmente de arte moderno austriaco, cuyas obras fueron exhibidas en famosos catálogos y exposiciones. Su colección contenía más de 400 piezas, 80 de ellas firmadas por Egon Schiele (1890–1918). La colección desapareció en la época Nazi, y el 25% de la misma apareció en el mercado artístico a principios de los años 1950 por medio del marchante suizo Eberhard Kornfeld. Se desconoce la suerte que corrió el resto de la colección.
Los herederos obtuvieron su primera victoria en 2014, cuando una acuarela de Schiele, Town on the Blue River, fue vendida por la casa de subastas Christie's con el reconocimiento de que Grünbaum era el propietario anterior, reservando una parte de los beneficios a sus herederos. El caso más reciente, que ha estado recorriendo su camino a través de los tribunales desde 2015, ha producido una victoria aún mayor. En 2019, un tribunal de primera instancia de Nueva York falló a favor de los herederos y en contra del marchante de arte londinense Richard Nagy, que había reclamado la propiedad. Luego, en 2022, el Tribunal de Apelaciones de Nueva York confirmó la decisión del tribunal inferior, 5-0. El juez Anil Singh escribió: "Rechazamos la noción de que una persona que firma un poder en un campo de exterminio pueda decirse que ha ejecutado el documento voluntariamente. ... Cualquier transferencia posterior de las obras de arte no transmitió el título legal"

## Trabajos (selección)
Operetas y obras teatrales
- Peter und Paul reisen ins Schlaraffenland, con Robert Bodanzky, música de Franz Lehár, 1906
- Phyme, con Robert Bodanzky, música de Edmund Eysler, 1906
- Die Dollarprinzessin, con Alfred Maria Willner, música de Leo Fall, 1907
- Mitislaw, der Moderne, con Robert Bodankzky, música de Franz Lehár, 1906
- Der Liebeswalzer, con Robert Bodanzky, 1908
- Miß Dudelsack, con Hans Reichert, música de  Rudolf Nelson, 1909
- Das Musikantenmädel, con Wilhelm Sterk, música de Georg Jarno, 1910
- Der Zigeunerprimas, con Julius Wilhelm, música de Imre Kálmán Koppstein, 1912
- Sturmidyll, 1914
- Mein Annerl, con Wilhelm Sterk, música de Georg Jarno, 1916
- Der Favorit, con Wilhelm Sterk, música de Robert Stolz, 1916
- Ein modernes Mädel, con Wilhelm Sterk, música de Leon Jessel, 1918
- Die Czikosbaroness, música de Georg Jarno, 1919
- Des Königs Nachbarin, con Wilhelm Sterk, música de Leon Jessel, 1923
- Traumexpress, con Karl Farkas, 1931
- Die Schöpfung
- Die Hölle im Himmel
- Der leise Weise

Lieds
- Dort unterm Baum, Música de Willy Kunkel, 1912
- Henriette, música de Richard Fall, 1927
- Draußen in Schönbrunn, con Karl Farkas, música de Ralph Benatzky, 1926
- Nimm dir nur ja keine Frau vom Mississippi, música de Richard Fall, 1927
- Wenn ich in deine falschen Augen schaue..., música de Richard Fall, 1927
- Ich hab das Fräuln Helen baden sehn, música de Fred Raymond

## Filmografía (actor)
- Der Raub der Mona Lisa (1931)
- Meine Frau, die Hochstaplerin (1931)
- Der brave Sünder (1931)
- Arm wie eine Kirchenmaus (1931)
- Einmal möcht' ich keine Sorgen haben (1932)
- Ein Lied, ein Kuß, ein Mädel (1932)
- Mensch ohne Namen (1932)
- Es wird schon wieder besser (1932)
- Mädchen zum Heiraten (1932)